# Молькинское сельское поселение (Рязанская область)
Молькинское сельское поселение — муниципальное образование (сельское поселение) в Клепиковском районе Рязанской области.
Административный центр — деревня Молькино.

## История
Молькинское сельское поселение образовано в 2006 г.

## Население
| 2010 | 2012 | 2013 | 2014 | 2015 | 2016 | 2017 |
| ---- | ---- | ---- | ---- | ---- | ---- | ---- |
| 512  | ↗532 | ↘520 | ↗524 | ↘522 | ↗529 | ↘525 |
| 2018 | 2019 | 2020 | 2021 |      |      |      |
| ↘507 | ↘503 | ↘472 | ↗502 |      |      |      |

## Состав сельского поселения
В состав сельского поселения входят 12 населённых пунктов
| №  | Населённый пункт | Тип населённого пункта          | Население |
| -- | ---------------- | ------------------------------- | --------- |
| 1  | Бахметьево       | деревня                         | ↘2        |
| 2  | Воронцово        | посёлок                         | 16        |
| 3  | Иваково          | деревня                         | 14        |
| 4  | Иванисово        | деревня                         | ↘27       |
| 5  | Ково             | деревня                         | 14        |
| 6  | Коренево         | деревня                         | ↘63       |
| 7  | Молькино         | деревня, административный центр | ↗294      |
| 8  | Плишкино         | деревня                         | 6         |
| 9  | Проваторово      | деревня                         | 0         |
| 10 | Соломино         | деревня                         | 7         |
| 11 | Шаранино         | деревня                         | ↘2        |
| 12 | Шопино           | деревня                         | ↘67       |